# 1911 год в истории железнодорожного транспорта
1911 год в истории железнодорожного транспорта

## События
- Инженер Е. К. Кнорре создал проект центрального железнодорожного вокзала в Москве, который должен был разместиться под землёй между Театральным и Неглинным проездами.
- В России на Тамбовском вагоноремонтном заводе механик Н.К Галахов предложил устанавливать на пассажирских вагонах усовершенствованную эллиптическую рессору.[1]
- На территории Марокко проложена первая железнодорожная линия.[1]
- На территории Бенина проложена первая железная дорога.[1]
- На территории Замбии началось строительство железной дороги.[1]

## Новый подвижной состав
- В России на Сормовском заводе начат серийный выпуск паровозов серии С.
- В Норвегии на заводах AEG и Skabo освоен выпуск электровозов серии NSB El 7.
- в Англии завершён выпуск серии паровозов LSWR M7 class. Всего построено 105 экземпляров.